# Adaptief onderwijs
Adaptief onderwijs (ook: passend onderwijs of onderwijs op maat) is een onderwijsideaal van sommige onderwijskundigen om leerlingen minder frequent te laten doorstromen naar speciaal onderwijs door binnen een reguliere school mogelijkheden te creëren om op een eigen manier en tempo kennis op te doen. Adaptief komt van het woord adaptatie dat “passend” of  “erbij passend” betekent.

## Doel en uitwerking van adaptief onderwijs
Doel van adaptief onderwijs is onder meer:
- De leerling te laten leren door informatie dusdanig aan te bieden dat het bij de leerling past met als visie dat de leerling beter leert als de leerstof op de leerling is afgestemd en op zo'n manier wordt aangeboden dat het de interesse van de leerling heeft.
- Kennis en lessen minder statisch maken, maar door samenwerken, afwisseling en proefjes de leerling enthousiasmeren voor datgene wat geleerd moet worden.
- Het aanspreken, stimuleren en ontwikkelen van de eigen verantwoordelijkheid en zelfvertrouwen van de leerling.

Heden ten dage is adaptief onderwijs in diverse niveaus uitgewerkt. Er zijn scholen die adaptief onderwijs als basisuitgangspunt hebben genomen en alles daaruit voort laten vloeien. Het Iederwijs is zo’n school, Dit onderwijs laat de leerling heel vrij in het op zoek gaan naar kennis en past alles aan de leerling aan. Deze zeer ver gaande vorm blijkt echter nauwelijks levensvatbaar te zijn.
Daarnaast staat het traditionele vernieuwingsonderwijs, zoals montessori-, dalton-, jenaplan- en freinetonderwijs en de naoorlogse onderwijsconcepten ontwikkelings- en ervaringsgericht onderwijs, erom bekend het onderwijs op een adaptieve manier vorm te geven. Ook op kleinere schaal wordt binnen het regulier onderwijs door scholen gezocht naar mogelijkheden om meer onderwijs op maat te kunnen verzorgen.

## Stevens en Doornbos
De professoren Stevens en Doornbos werkten nauw samen in het onderzoek binnen adaptief onderwijs.
Hoogleraar en orthopedagoog Luc Stevens aan de Universiteit Utrecht liet zich in 1987 met regelmaat kritisch uit over de vormgeving en het beleid van het speciaal onderwijs. Het ministerie van Onderwijs en Wetenschappen en de Landelijke vakorganisaties gaven daarom hem en professor Doornbos van de Universiteit van Amsterdam de opdracht om onderzoek te doen naar de groei en mogelijkheden binnen het speciaal onderwijs. Luc Stevens staat sinds 1994 tot vandaag de dag zeer bekend om zijn bijdragen en onderzoek omtrent het adaptief onderwijs. Bepaalde ideeën heeft hij ontleend aan werken van psycholoog Deci.
Professor Doornbos (Universiteit van Amsterdam) bracht in 1990 in kaart welke mogelijkheden er zijn voor adaptief onderwijs en welke veranderingen nodig waren om adaptief onderwijs te kunnen presenteren aan de rest van de wereld. 
In 1993 wordt het iets anders geformuleerd in een beleidsanalyse 'Weer Samen naar School' genaamd. Adaptief onderwijs wordt daarbij omschreven als: "(...) Om toegesneden onderwijs te geven aan leerlingen die specifieke onderwijskundige behoeften met zich meebrengen."

## Twee manieren van aanpak adaptief onderwijs
Er zijn twee manieren te onderscheiden, te weten:
1. De zogenaamde ad-hocaanpak, waarbij de mogelijkheden van adaptief onderwijs voor kortere periodes wordt bekeken. Er wordt daarbij gekeken naar wat de leerling zelf aangeeft, er wordt ingespeeld op de behoeften van de leerling die op dat moment het meest aanwezig zijn.
2. En de structurele aanpak, waarbij er voor langere tijd een onderwijsplanning wordt gemaakt. Het verschil met de ad-hocaanpak is dat de structurele methode niet slechts incidenteel is maar echt voor langere tijd overzicht biedt van de behoeften van de leerling.

## Effecten op verdere leven
Er zijn te weinig studies die duiden wat de effecten op langere termijn zijn als een kind in een adaptieve leeromgeving is opgegroeid. Er komen namelijk signalen dat het adaptieve karakter gehandhaafd moet blijven om hetzelfde niveau/type werkresultaten en leef/werk-houding te houden. We onderscheiden hierin twee soorten adaptieve voorwaarden, waarvan de tweede dus onvoorwaardelijk voor "de rest" van het leven aan moeten blijven om gedrag/inzet/kennis/vaardigheden te consolideren:
type-1:
Soorten adaptaties die gaande het inleer-proces verminderen omdat de vaardigheid de kans krijgt een tweede natuur te worden. Hiertoe lijken enkele neuro-eisen als randvoorwaarden nodig: Het kind moet de leersituatie herkennen, dan wel de trigger herkennen om een vaardigheid te tonen; Het kind moet de resultaten in kunnen schatten op effect en nut/kwaliteit.
type-2:
Soorten adaptaties die blijvend nodig zijn: Het kind ontbeert de kwaliteiten van reflectie en inschatten, en kan zo niet goed zelf omgaan met het oproepen en analyseren van gevraagde vaardigheden. Dit soort adaptaties moeten overgedragen worden naar volgende scholen en uiteindelijk naar zowel komende werkomgevingen als privé-omgevingen.

## Kritiek
Omdat het hier een ideaal betreft, is er geen wetenschappelijk onderzoek beschikbaar waaruit blijkt dat deze onderwijsfilosofie goede leerresultaten oplevert. Hierdoor is er ook stevige kritiek op deze onderwijsvernieuwing door deskundigen die stellen dat grootschalige onderwijsvernieuwingen evidence-based dienen te zijn.